# Jardin botanique alpin La Jaÿsinia
Le jardin botanique alpin La Jaÿsinia est situé à Samoëns, principale commune de la vallée du Giffre en Haute-Savoie. Il fait partie du Muséum national d'histoire naturelle et il est classé parmi les jardins remarquables de France.

## Histoire

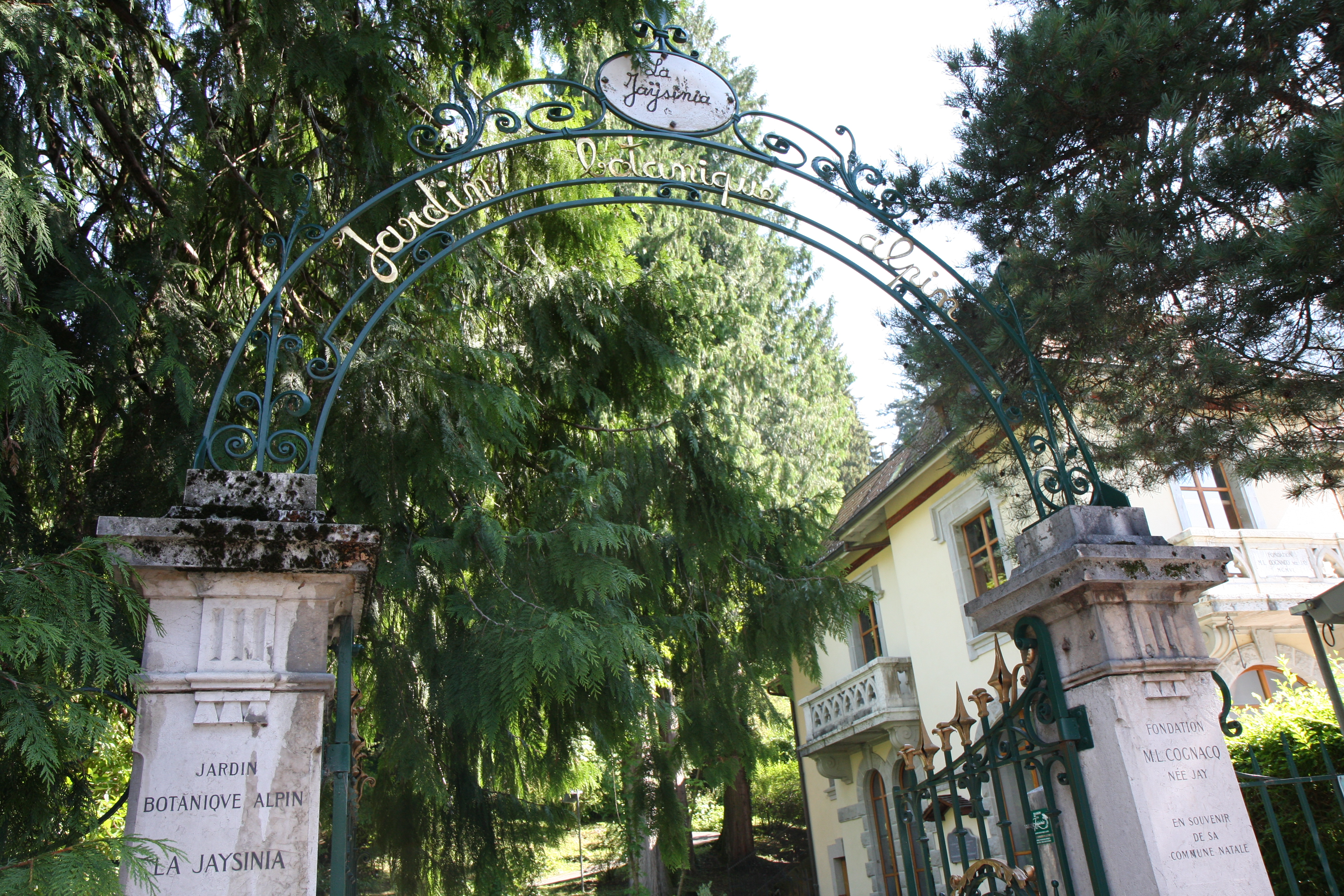
Entrée du jardin botanique alpin La Jaÿsinia.

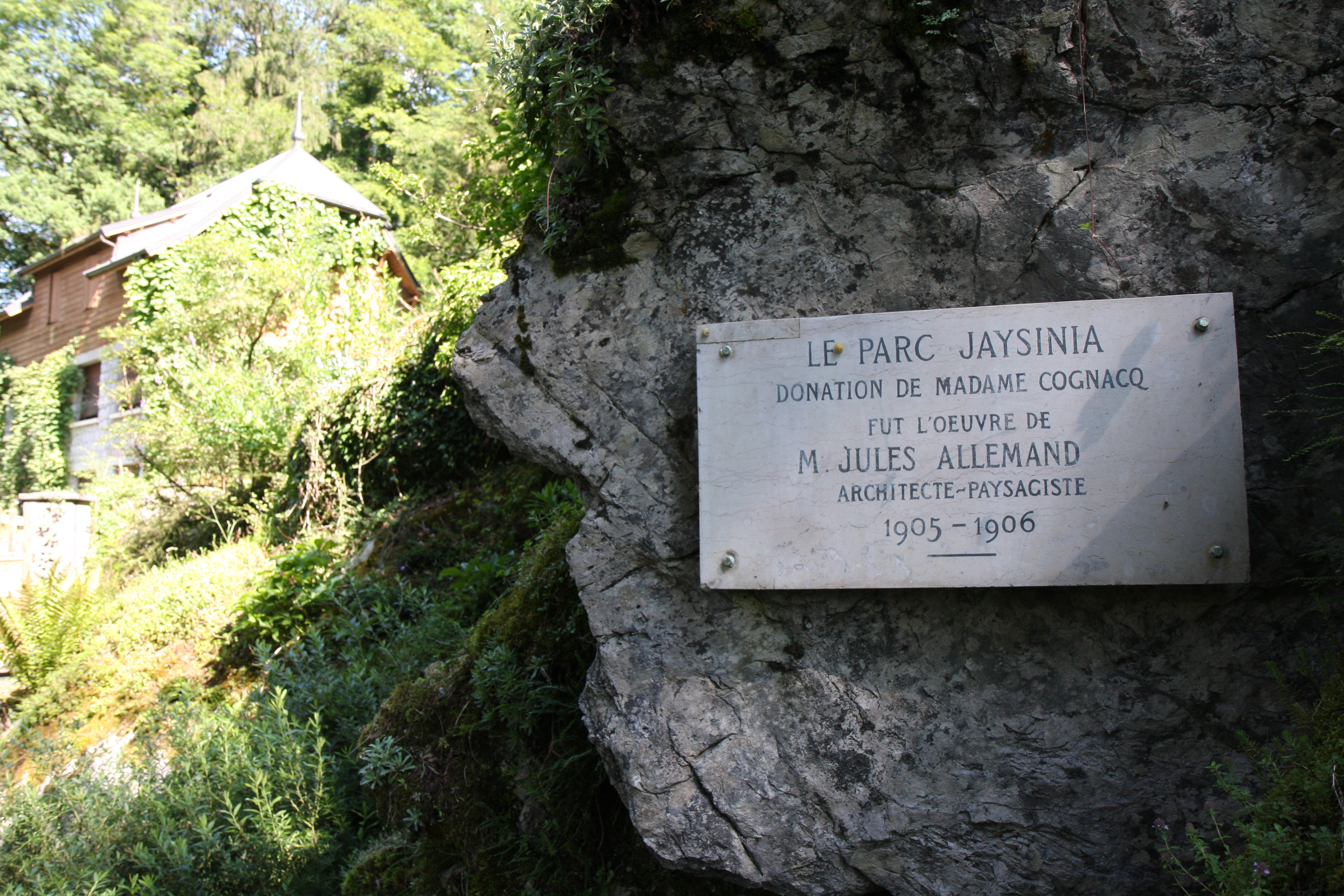
Plaque explicative en mémoire de Marie-Louise Cognacq-Jaÿ et Jules Allemand.

Le Jardin se situe en pleine ville, près de l’église sur un coteau ensoleillé au sommet duquel subsistent les ruines du château de Montanier ou de la Tornalta(z), démoli en 1476 lors du raid des Bernois. Le terrain calcaire, en pente entre 700 et 780 mètres d’altitude, est exposé au sud-ouest et s’étend sur 3,5 hectares.
Le Jardin a été créé par Marie-Louise Jaÿ (aussi appelée Marie-Louise Cognacq-Jaÿ, d’où le nom de « Jaÿsinia ») née à Samoëns, fondatrice du grand magasin de La Samaritaine à Paris, à l’endroit même où, enfant, elle venait faire paître ses chèvres. Les travaux d’aménagement de ces pentes herbeuses et rocailleuses par l’architecte Jules Allemand, à qui l’on doit également les rocailles du parc de l'Ariana à Genève, ont demandé deux ans de travaux, entre 1905 et 1906, auxquels ont participé quelque 200 ouvriers français et italiens.
Marie-Louise Jaÿ offrit ce jardin à sa ville natale en 1906. En 1936, la direction scientifique de La Jaÿsinia est confiée au Muséum national d'histoire naturelle qui y fonde un laboratoire botanique doté d’un herbier : le GRIFEM (« Groupe de Recherche et d'Information sur la Faune dans les Ecosystème de Montagne ») où s'effectuent de nombreuses recherches.
À droite de l’entrée, se trouve une maison bourgeoise également offerte à la ville par la donatrice, dans le but d’y recevoir un médecin pour assister gratuitement les indigents et les femmes enceintes. À ce titre, elle porte souvent le nom de maison du médecin. Les indigents ayant disparu de Samoëns, elle a été transformée dans les années 1990 en un espace d’accueil et de muséographie du jardin botanique et du patrimoine culturel de Samoëns.
Le jardin est inscrit au titre des monuments historiques par arrêté du 17 octobre 2016. Du fait de la période de son aménagement, il bénéficie également du label « Patrimoine du XXe siècle ».

## Le jardin

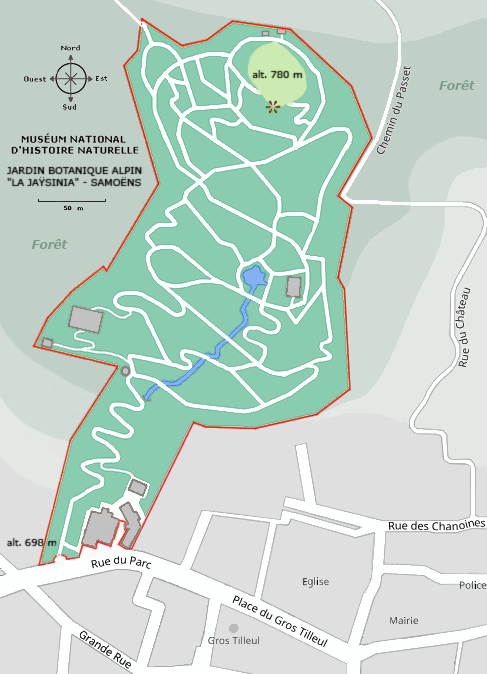
Plan du jardin

Le Jardin, parcouru par un sentier en zigzag, arrosé par un ruisseau de montagne, offre des points de vue remarquables sur le bourg, la vallée du Giffre et les hauts sommets qui l’entourent. Une ancienne chapelle au sommet offre un panorama du village de Samoëns.
Le jardin rassemble des représentants de la flore des cinq continents, et comprend 8 000 plantes réparties en 4 500 espèces et variétés, en grande majorité des plantes de montagne ou de pays froids.
Plusieurs dizaines de milliers de visiteurs s’y rendent chaque année, déambulant le long des cascades, mares, ruisseaux, lapiaz, rochers, hautes futaies, prairies, sentiers escarpés et allées latérales.

## Images

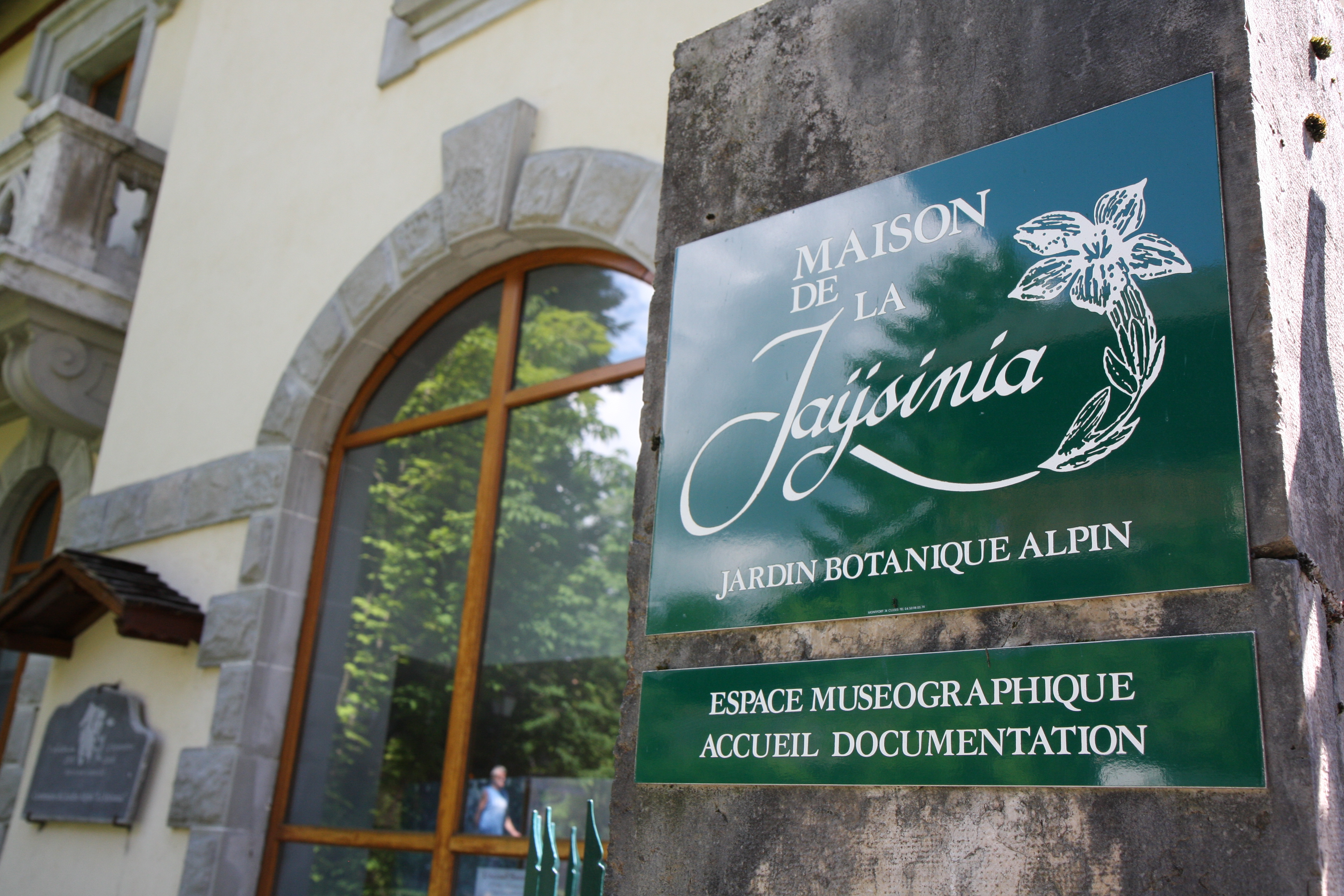
Maison de la Jaÿsinia.
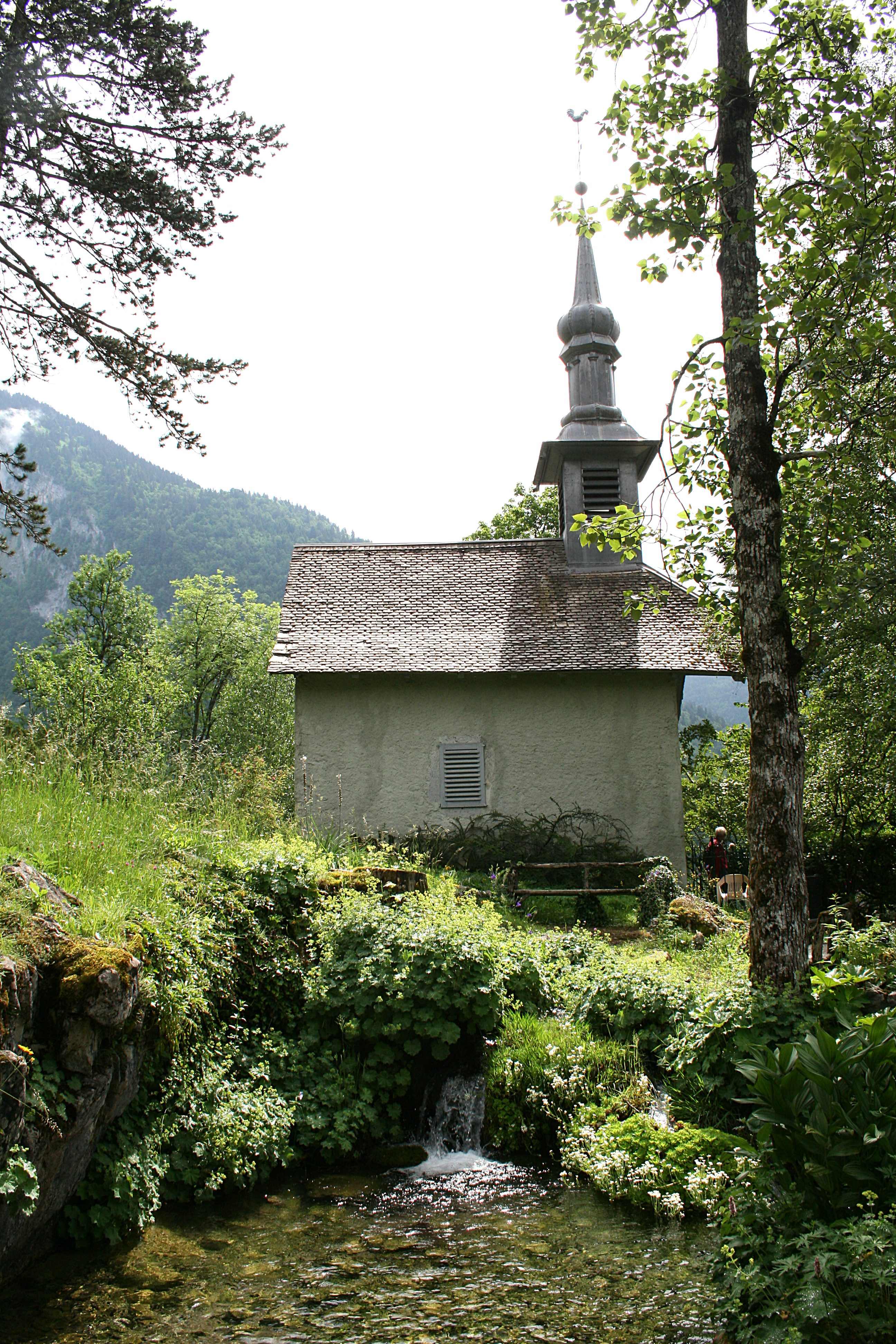
Chapelle N-D de la Compassion (1787).
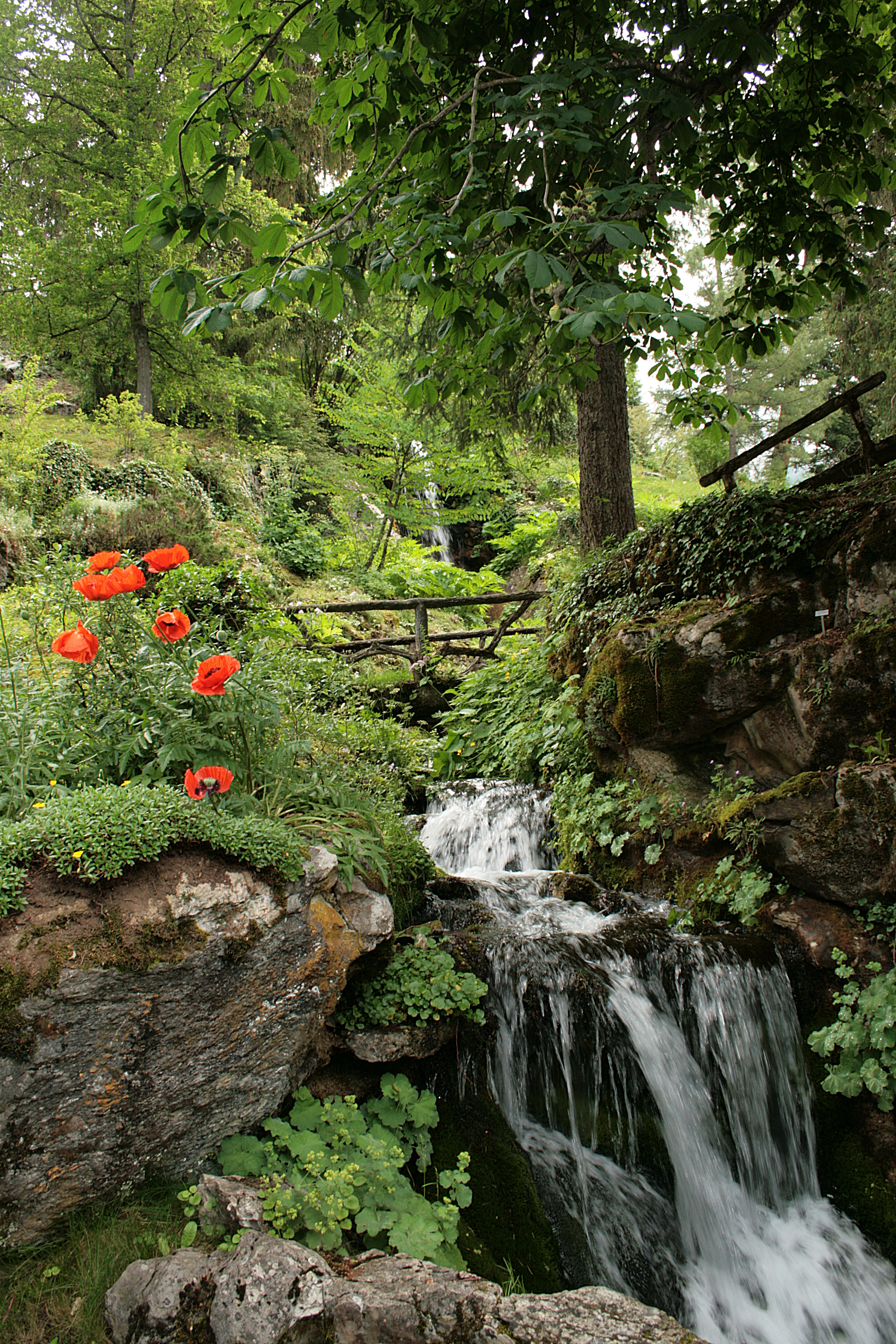
L'une des cascades du Jardin botanique.
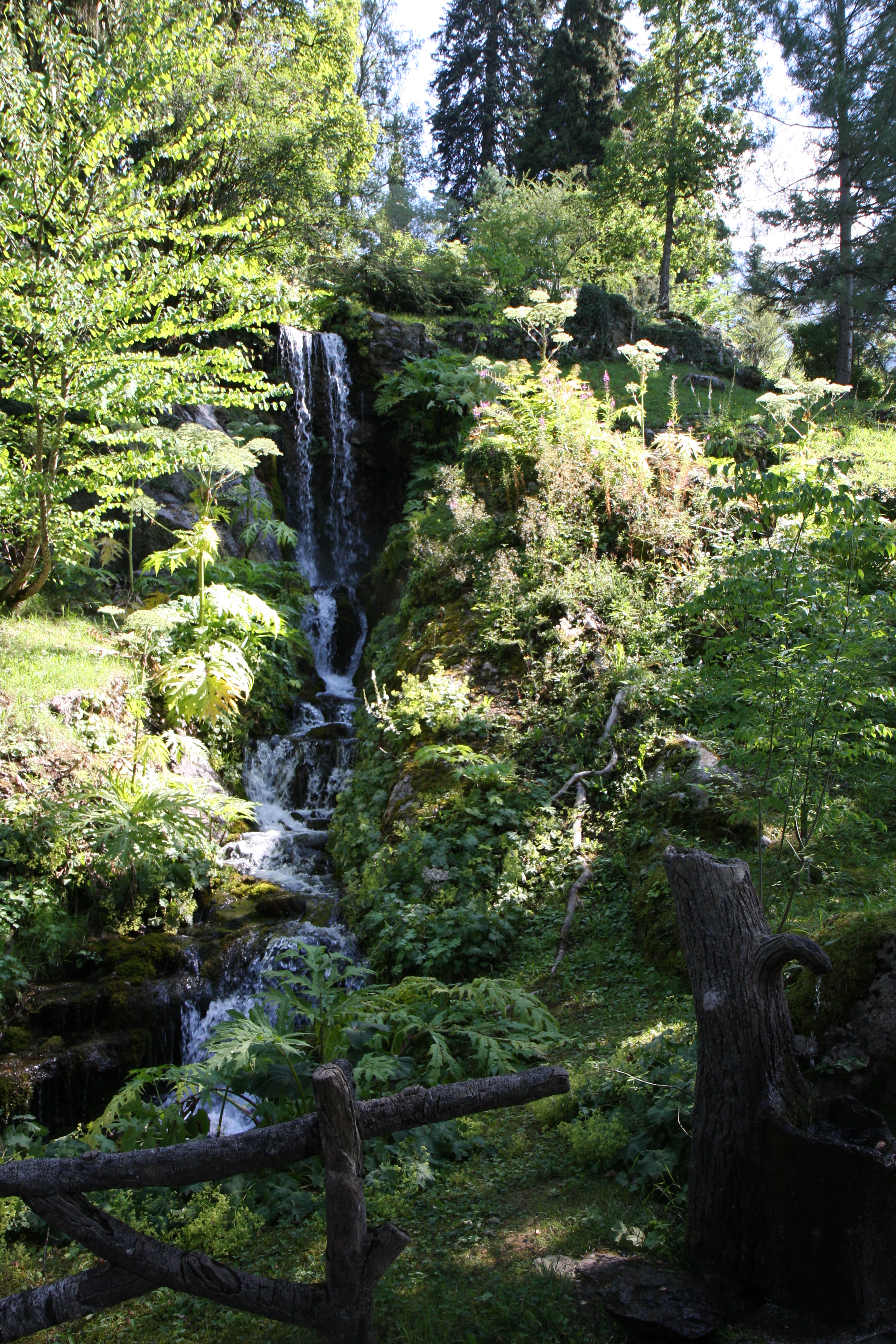
Autre cascade.
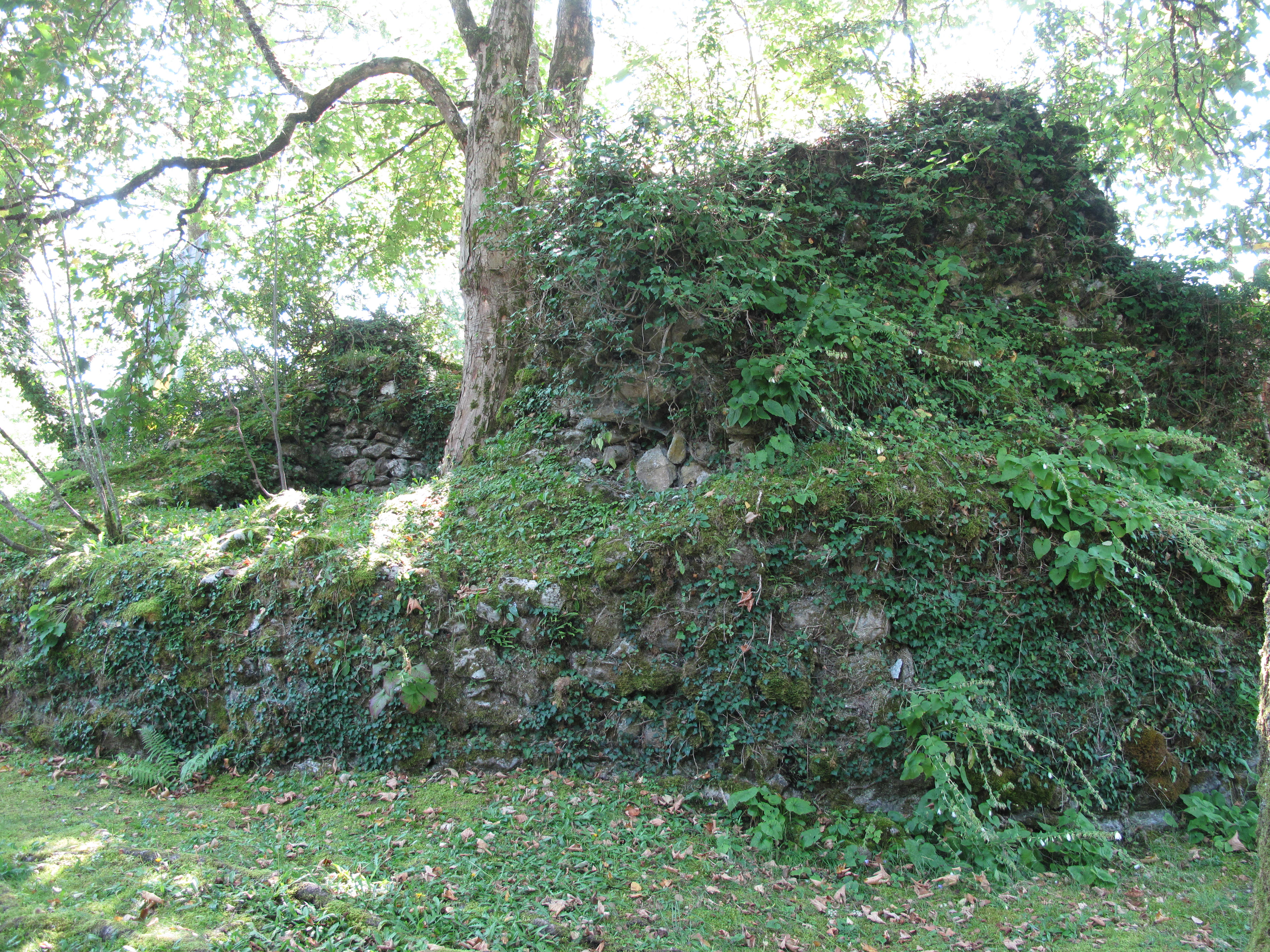
Ruines du chateau de la Tornalta.
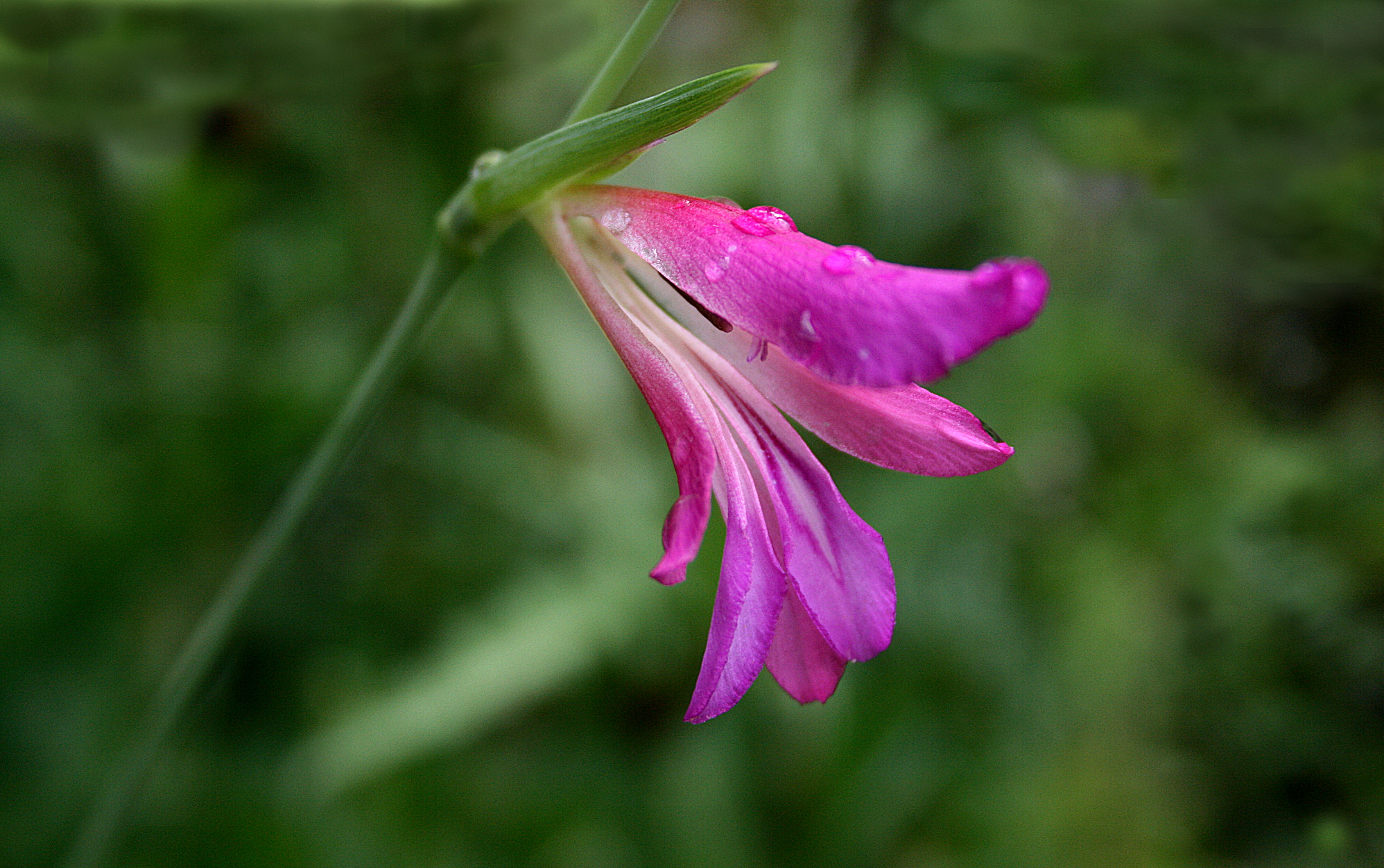
Gladiolus italicus
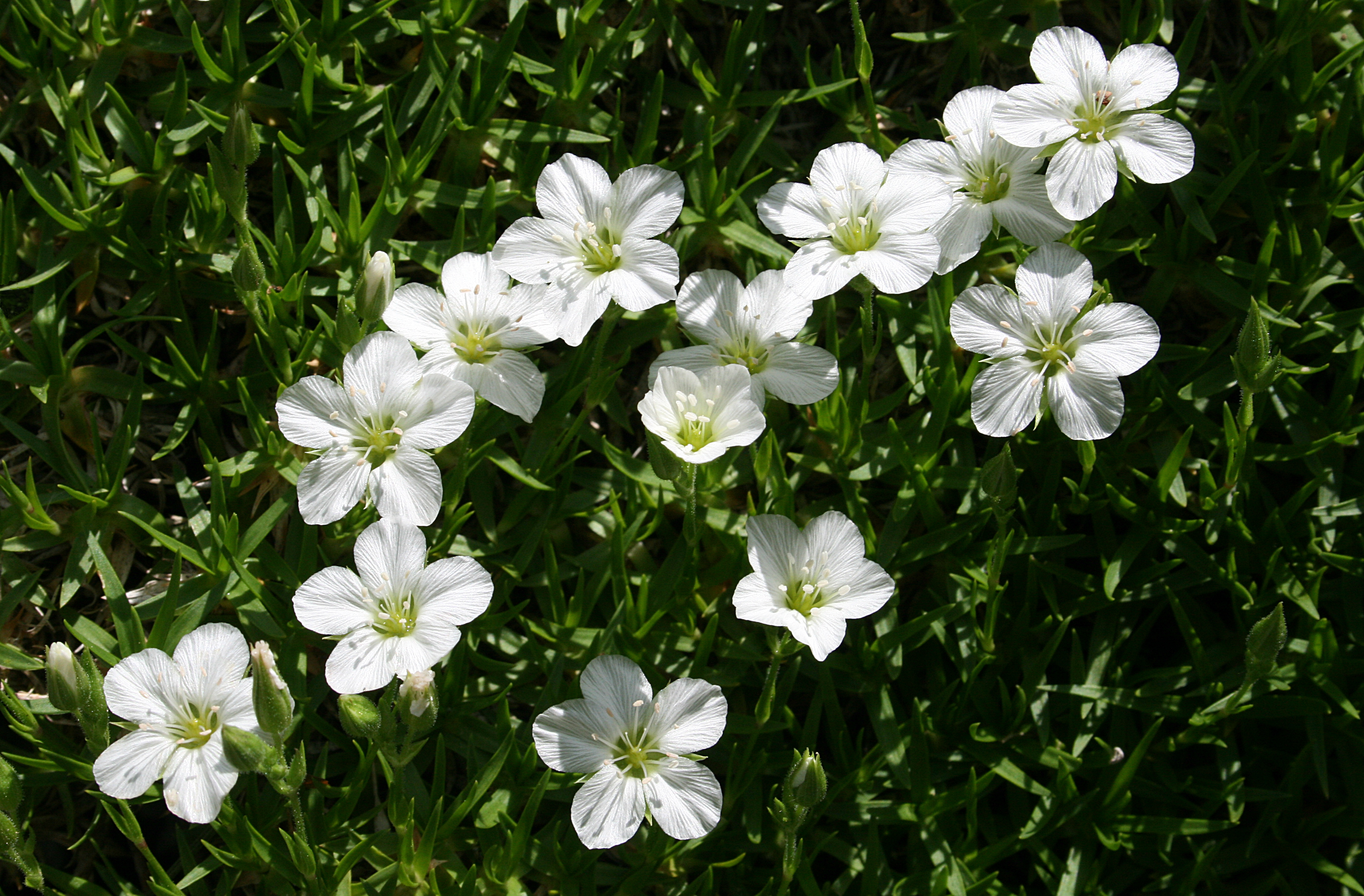
Minuartia graminifolia
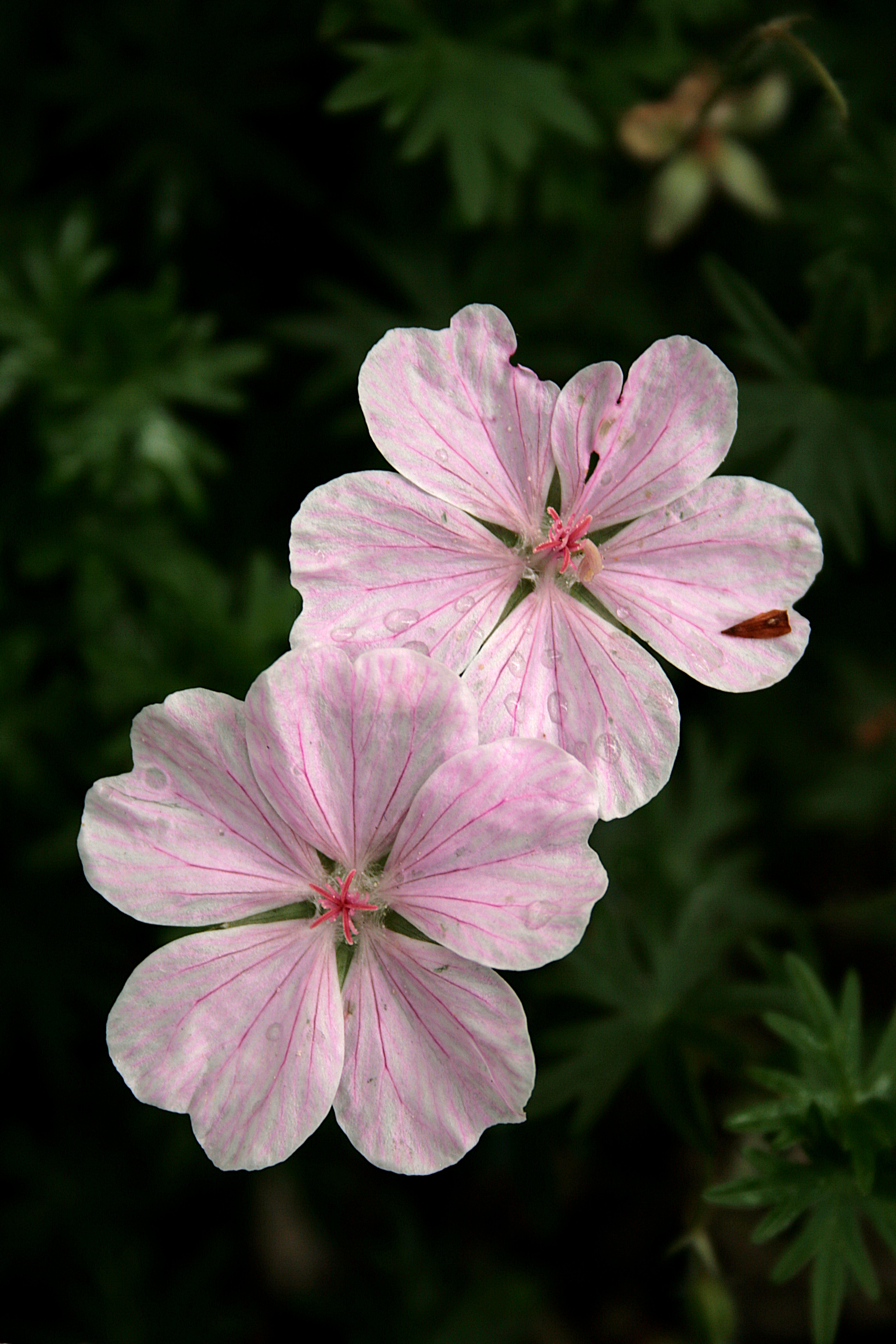
Geranium sanguineum 'Striatum'
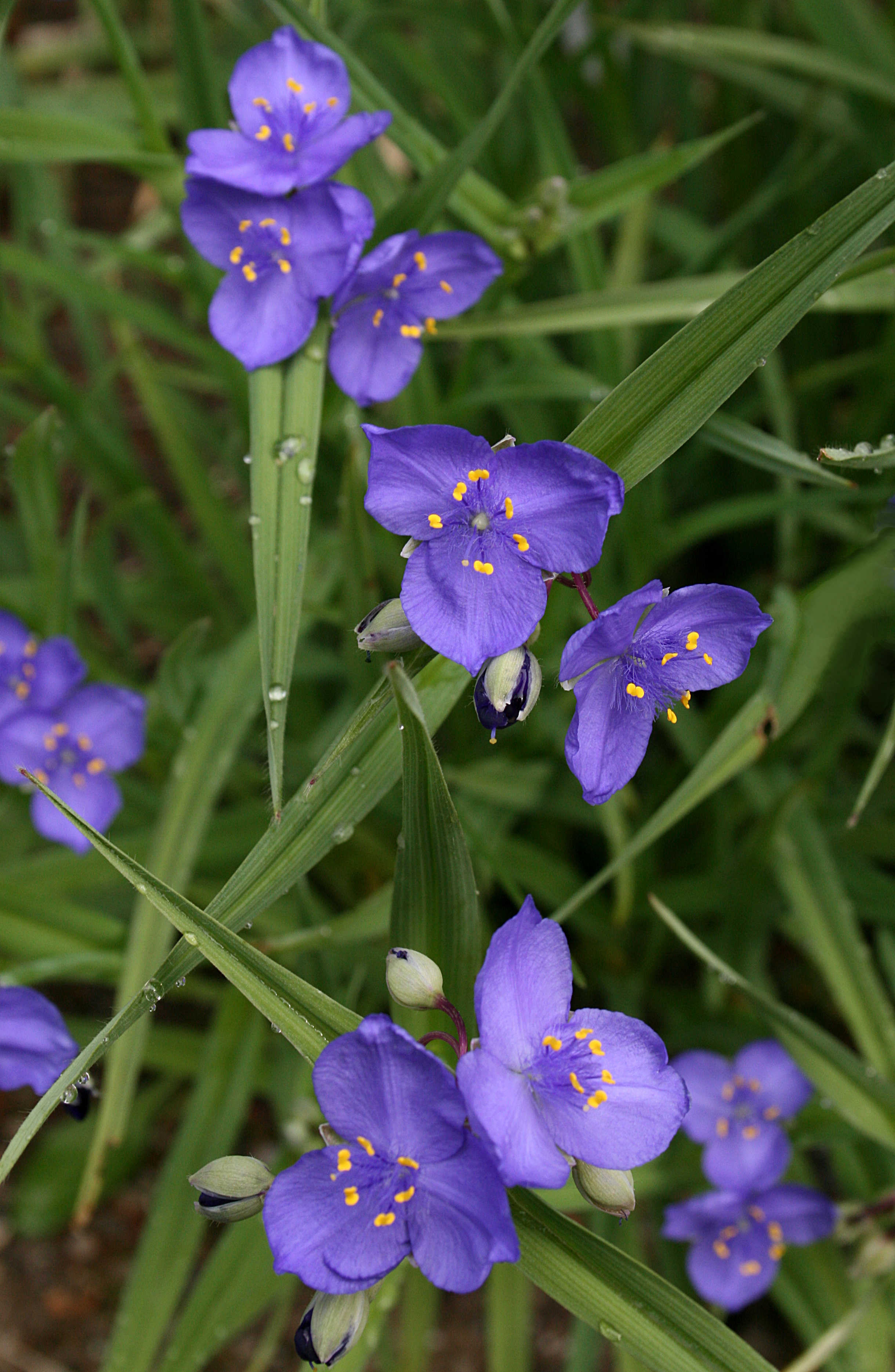
Tradescantia occidentalis
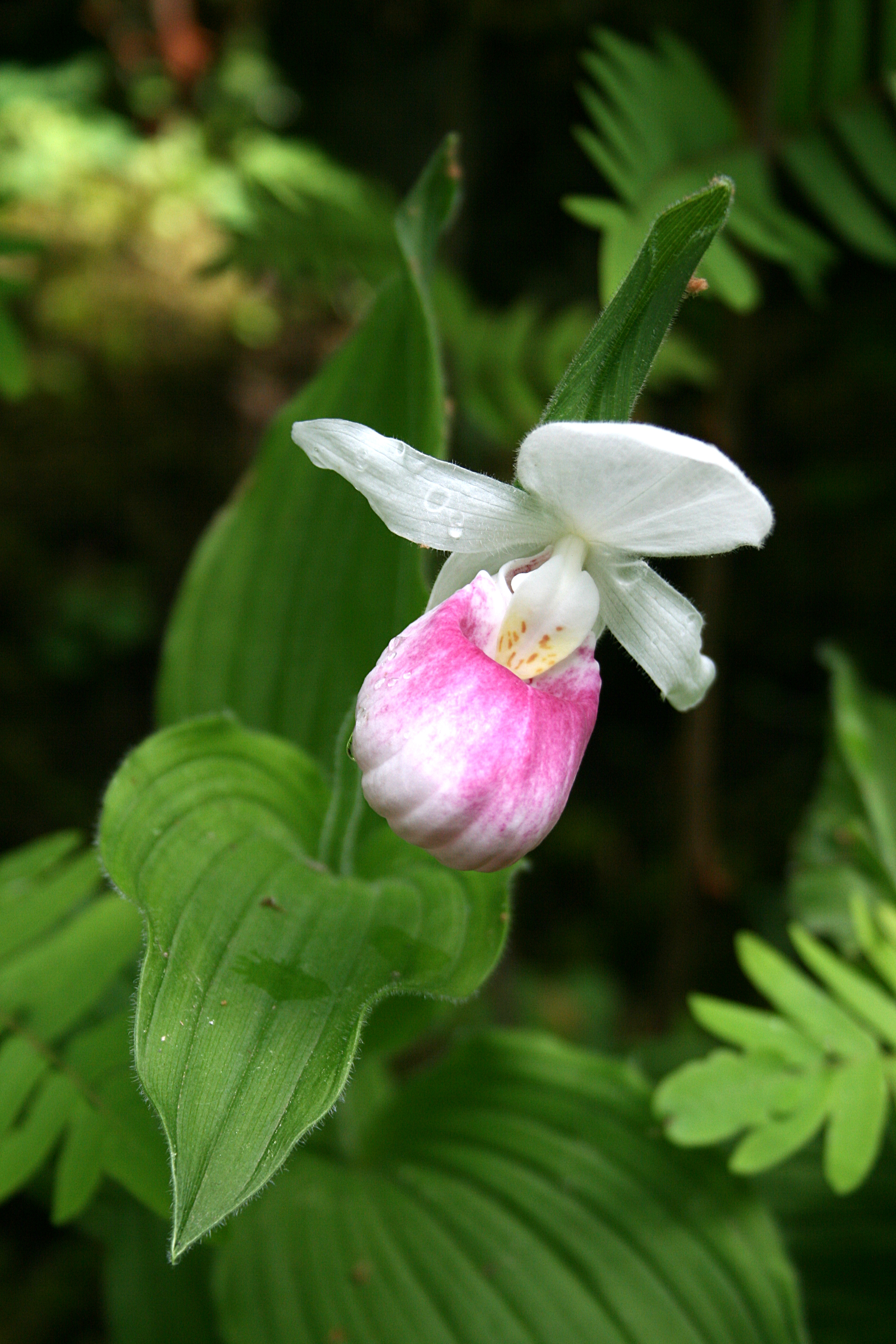
Cypripède royal Cypripedium reginae
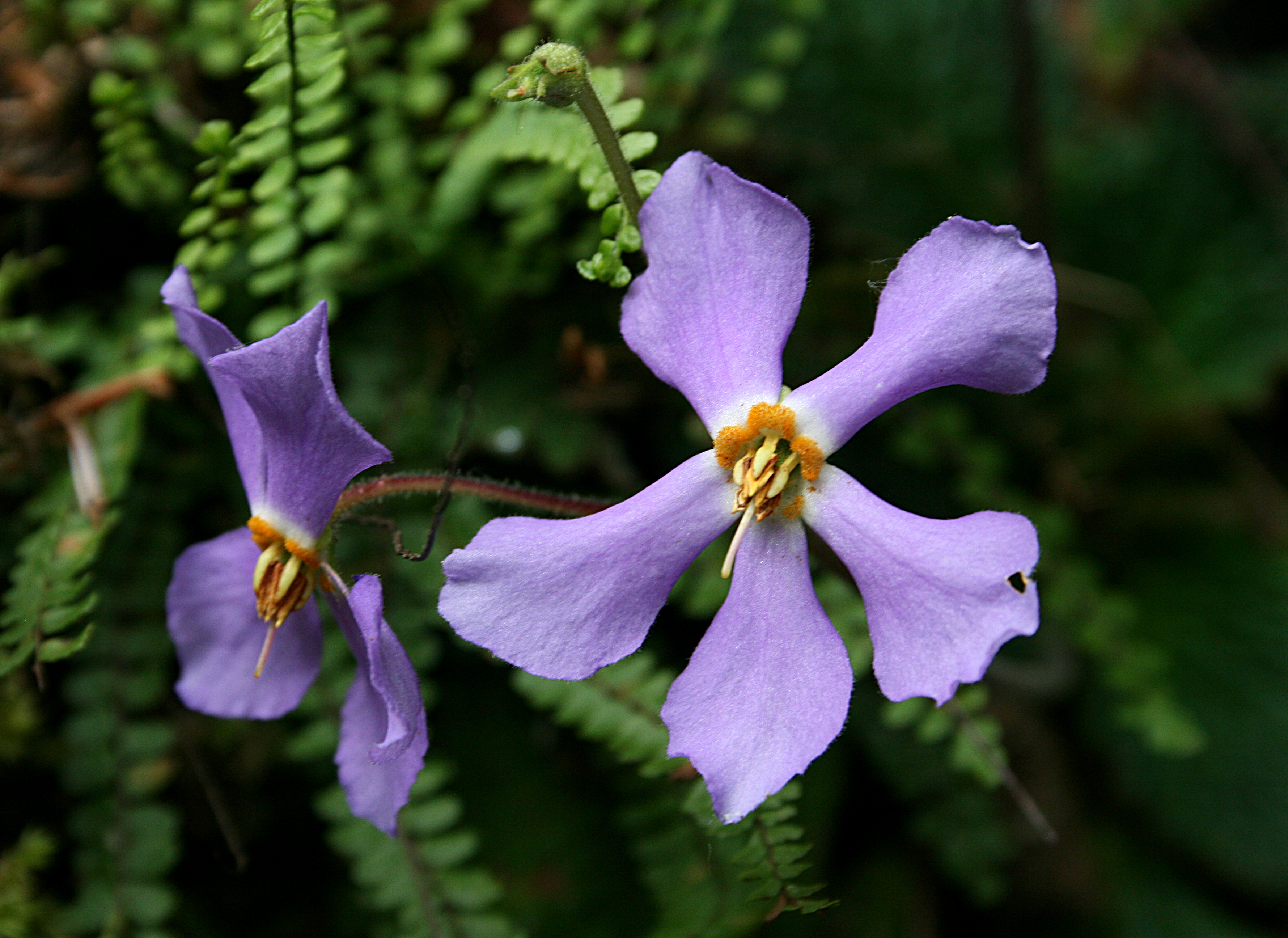
Ramondie des Pyrénées Ramonda myconi
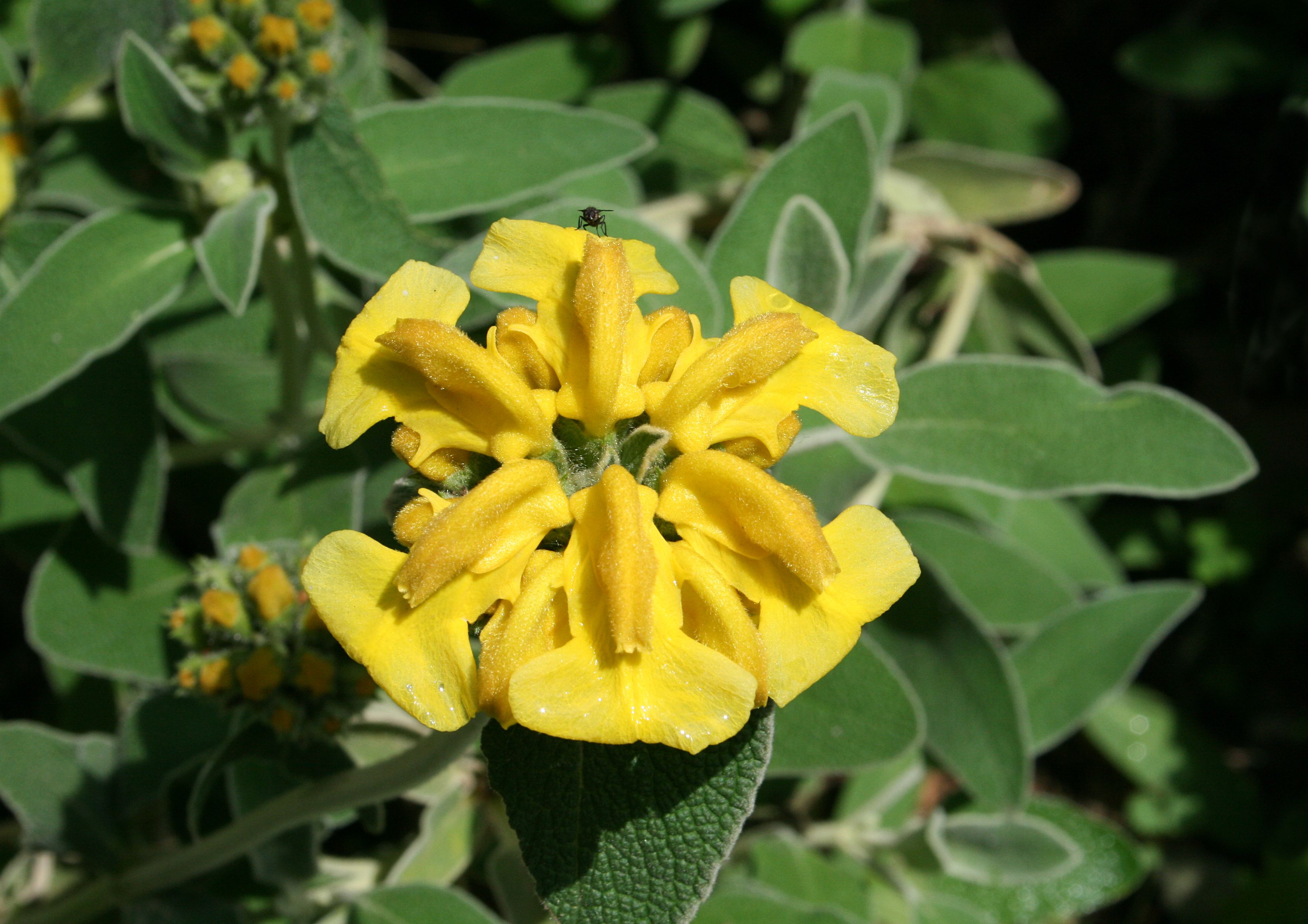
Sauge de Jérusalem Phlomis fructicosa